# CyanogenMod
CyanogenMod (/saɪ.'æn.oʊ.dʒɛn.mɒd/) — бесплатная операционная система для смартфонов и планшетов с открытым исходным кодом, основанном на ОС Android. Предназначена для замены проприетарных версий Android, предустанавливаемых поставщиками мобильных устройств. Открытый исходный код и отсутствие пакета предустановленных сервисов Google обеспечивают безопасность и конфиденциальность.
С 31 декабря 2016 года Cyanogen Inc. прекратила поддержку и разработку CyanogenMod. Однако команда разработчиков во главе со Стивом Кондиком самостоятельно перезапустила проект под новым брендом LineageOS.
CyanogenMod являлся разработкой команды Cyanogen Team, позднее — Cyanogen Inc. Обеспечивал приватность и поддерживал многие функции, отсутствующие в официальной прошивке поставщиков устройств Android, в том числе оригинальную тему Android (до версии 12 — Android Holo, с версии 12 — Google Material Design), кодек для Free Lossless Audio Codec (FLAC), сжатый кэш (compcache), большой список APN, OpenVPN-клиент, меню перезагрузки. Это первая мобильная ОС, включавшая планировщик задач BFS и являвшаяся объединением экспериментальной ветви и официального дерева исходного кода Android. Разработчики утверждали, что CyanogenMod повышает производительность и надёжность ОС по сравнению с официальными релизами прошивки. А пользователи отмечали увеличение времени работы от батареи многих смартфонов после перехода на CyanogenMod.
По состоянию на апрель 2016 года прошивка CyanogenMod была установлена более чем на 14 миллионах устройств и являлась наиболее популярной среди всех подобных проектов.

## Разработка
Вскоре после появления мобильного телефона HTC Dream в сентябре 2008 года появляется метод, получивший название в сообществе Android «rooting», который давал привилегированный контроль (известный как «root-доступ») в Linux подсистеме Android. Этот метод, в сочетании с открытым исходным кодом и характером ОС Android, позволяет модифицировать прошивки и повторно установить их на телефон по желанию. Он является необходимым для некоторых телефонов, например, Nexus One и Nexus S, которые предназначены для помощи в развитии пользовательских модификаций.
Также разработчики не запрещают делать модификации (custom) для других телефонов.
Последняя версия CyanogenMod базируется на Android 7.1 Nougat. Пользовательская часть CyanogenMod в основном написана Стивом Кондиком (Steve Kondik) и XDA-разработчиками (улучшены, например, панель запуска, контакты, интернет-обозреватель), а также с использованием приложений, таких, как BusyBox.

### CyanogenMod 6
Основана на Android 2.2. 28 августа 2010 года была выпущена первая стабильная версия.

### CyanogenMod 7
Развитие CyanogenMod 7 началось с выпуском Android 2.3 Gingerbread. 15 февраля 2011 года появились первые бета-версии для нескольких поддерживаемых устройств. Четвёртый релиз бета-версии был представлен 30 марта 2011 года. Он усилил положение CyanogenMod среди других аналогичных прошивок, а также содержал много исправлений ошибок. 11 апреля 2011 года была выпущена первая стабильная версия CyanogenMod 7.0 на основе Android 2.3.3. На данный момент последняя версия CyanogenMod 7 — это CyanogenMod 7.2 на основе Android 2.3.7.

### CyanogenMod 9
CyanogenMod 9 основан на Google Android 4.0 Ice Cream Sandwich. Стив Кондик и его команда сообщили, что они начнут работу над новым релизом после того, как Google опубликует исходный код Android 4.0.1. Первый пресс-релиз был представлен 26 июня 2012 года, стабильная версия выпущена 9 августа 2012 года. Последней на данный момент является «ночная» сборка от 9 сентября 2012 года. Команда разработчиков заявила, что поддержка 9-й версии будет осуществляться только в объёме внесения критических исправлений. Все силы будут брошены на развитие 7-й и 10-й версий CyanogenMod.

### CyanogenMod 10
Работа над новой версией CyanogenMod, основанной на Google Android 4.1 Jelly Bean, началась после того, как Google в июне 2012 выпустила исходный код Google Android 4.1. Стабильная версия CyanogenMod 10 была выпущена 13 ноября 2012 года.
Разработка Google Android 4.2.1 Jelly Bean началась после того, как Google в ноябре 2012 выпустила исходный код Google Android 4.2.1. Ожидалось, что номер версии будет 10.1, но разработчики решили воспользоваться номером 10, так как ОС не содержит значимых изменений и носит то же имя.

### CyanogenMod 10.1
Основан на Android 4.2.2 Jelly Bean. Получил номер 10.1 из-за того, что версия Android 4.2.2 содержит существенные доработки и исправления.

### CyanogenMod 10.2
Новый CyanogenMod был основан на Android 4.3.

### CyanogenMod 11
Работа над CyanogenMod 11 началась после того, как 31 октября 2013 компания Google представила исходный код Google Android 4.4.

### CyanogenMod 12
Работа над CyanogenMod 12 началась сразу после того, как Google опубликовала исходный код Android 5.0. Первые ночные сборки были выпущены 6 января 2015 года. Изменения сборка содержала те же, что и в новой Lollipop.

### CyanogenMod 12.1
Основана на Android 5.1. Номер версии было решено не изменять, только добавить в конец «1».
На сайте CyanogenMod указывается, что версия была планирована как «CyanogenMod 12» с обычным обновлением Android на устройствах с данной прошивкой.

### CyanogenMod 13
Основана на Android 6.0. Работа над CyanogenMod 13 началась после того, как Google опубликовала исходный код Android 6.0. Первые стабильные сборки для семи устройств, участвующих в проекте, были выложены 24 ноября 2015 года.

### CyanogenMod 13.1
Основана на Android 6.0.1. Содержит исправления ошибок и багов предыдущей версии (CM 13) и небольшие изменения касательно интерфейса. Первые стабильные сборки были выложены 8 августа 2016 года.

### CyanogenMod 14
Основана на Android 7.0. На данный момент разработка прекращена с переходом на 14.1.

### CyanogenMod 14.1
Основана на Android 7.1. Android 7.1 была представлена компанией Google на презентации смартфонов Pixel.

### История версий
| Версия CM | Версия Android                     | Дата релиза      |
| --------- | ---------------------------------- | ---------------- |
| 3.1       | Android 1.5 Cupcake                | 2009             |
| 3.2       | Android 1.5 Cupcake                | 2009             |
| 3.3.x     | Android 1.5 Cupcake                | 2009             |
| 3.4.x     | Android 1.5 Cupcake                | 2009             |
| 3.5.x     | Android 1.5 Cupcake                | 2009             |
| 3.6.x     | Android 1.5 Cupcake                | 2009             |
| 3.9.x     | Android 1.5 Cupcake                | 2009             |
| 4.0.x     | Android 1.6 Donut                  | 2009             |
| 4.1.x     | Android 1.6 Donut                  | 2009             |
| 4.2.x     | Android 1.6 Donut                  | 2009             |
| 5.0.0     | Android 2.0 (2.1) Эклер            | 14 февраля 2010  |
| 5.0.1     | Android 2.0 (2.1) Эклер            | 2010             |
| 5.0.2     | Android 2.0 (2.1) Эклер            | 2010             |
| 5.0.3.x   | Android 2.0 (2.1) Эклер            | 2010             |
| 5.0.4.x   | Android 2.0 (2.1) Эклер            | 27 февраля 2010  |
| 5.0.5.x   | Android 2.0 (2.1) Эклер            | 19 марта 2010    |
| 5.0.6     | Android 2.0 (2.1) Эклер            | 16 апреля 2010   |
| 5.0.7     | Android 2.0 (2.1) Эклер            | 25 мая 2010      |
| 5.0.8     | Android 2.0 (2.1) Эклер            | 19 июля 2010     |
| 6.0.x     | Android 2.2 Froyo                  | 28 августа 2010  |
| 6.1.x     | Android 2.2 Froyo                  | 6 декабря 2010   |
| 7.0.0     | Android 2.3 Gingerbread            | 10 апреля 2011   |
| 7.0.1     | Android 2.3 Gingerbread            | апрель 2011      |
| 7.0.2     | Android 2.3 Gingerbread            | 25 апреля 2011   |
| 7.0.3     | Android 2.3 Gingerbread            | 5 мая 2011       |
| 7.1.0     | Android 2.3.7                      | 10 октября 2011  |
| 7.2.0     | Android 2.3.7                      | 16 июня 2012     |
| 8.x       | Android 3.x (Honeycomb)            | релиза не было   |
| 9.0.0     | Android 4.0.4 (Ice Cream Sandwich) | 9 августа 2012   |
| 10.0.0    | Android 4.1.2 (Jelly Bean)         | 13 ноября 2012   |
| 10.1.0    | Android 4.2.1 (Jelly Bean)         | 25 января 2013   |
| 10.1.1    | Android 4.2.2 (Jelly Bean)         | 15 февраля 2013  |
| 10.2      | Android 4.3.1 (Jelly Bean)         | 14 августа 2013  |
| 11        | Android 4.4.4 (KitKat)             | 5 декабря 2013   |
| 12        | Android 5.0.2 (Lollipop)           | 6 января 2015    |
| 12.1      | Android 5.1.1 (Lollipop)           | 17 апреля 2015   |
| 13        | Android 6.0.1 (Marshmallow)        | 24 ноября 2015.  |
| 14.1      | Android 7.1.1 (Nougat)             | 30 октября 2016. |

### Завершение разработки
В конце 2016 года компания Cyanogen Inc. опубликовала в блоге новость о закрытии проекта. Все сервисы Cyanogen и поддерживавшиеся компанией ночные сборки прекратили своё существование 31 декабря 2016, содержимое сайта больше не доступно. Сама компания Cyanogen Inc. не закрывается и планирует направить все усилия на новый проект модульной Cyanogen OS.
Многие сотрудники компании будут вынуждены её покинуть, но команда разработчиков CyanogenMod, предположительно возглавляемая самим Стивом Кондиком (Cyanogen), намерена возродить ориентированный на сообщество дистрибутив Android, сделав ребрендинг CyanogenMod под названием LineageOS.

## ClockworkMod Recovery
Репозиторий CyanogenMod также содержит ClockworkMod Recovery («образ восстановления», написанный и поддерживаемый Koushik Dutta), который используется для установки CyanogenMod на устройства. Clockworkmod Recovery имеет специальный режим восстановления данных, который используется для резервного копирования, восстановления данных в памяти устройства и обновления прошивки. Clockworkmod Recovery устанавливается через режимы прошивки, созданные для сервис-центров (ODIN, Fastboot) с ПК или самого устройства. В данный момент работа над проектом приостановлена.

## Cyanogen Recovery
Фирменная утилита восстановления / диагностирования устройства, получившая название Cyanogen Recovery. Руководство проекта CyanogenMod приняло решение больше не зависеть от капризов разработчиков сторонних рекавери-программ, и корпорация взялась за создание собственного варианта.
Запуск этих специализированных утилит восстановления возможен только на ранних этапах включения устройства, при нажатии и удержании строго определённых клавиш при включении устройства или при подключении устройства через кабель по команде прошивающей программы с персонального компьютера.

## Влияние на гарантийное обслуживание устройств
Наличие CyanogenMod и ClockworkMod Recovery может являться основанием для лишения гарантии на устройство. Многие производители осуществляют борьбу с обманом сервисных центров насчет отсутствия нестандартных прошивок. Например, смартфоны Samsung определяют установку нестандартных прошивок и ядер. При загрузке такого аппарата будут появляться предупреждения об использовании сторонних прошивок. Однако счетчик можно вернуть в начальное положение с помощью таких программ, как Triangle Away. По состоянию на 21 сентября 2014 года компанией Samsung используются более совершенные методы защиты, к примеру Samsung Knox, которые не обходятся ранее известными методами.

## Поддержка со стороны производителей телефонов
Компания Samsung приняла на работу основателя проекта CyanogenMod и начала бесплатное распространение новых моделей телефонов среди других разработчиков CyanogenMod. Компания Sony объявила, что считает развиваемые энтузиастами прошивки полноправными членами экосистемы Android.